# Olympische Sommerspiele 2024/Gewichtheben – Leichtgewicht (Frauen)
Das Gewichtheben der Frauen in der Klasse bis 59 kg (Leichtgewicht) bei den Olympischen Sommerspielen 2024 in Paris fand am 8. August 2024 in der Arena Paris Sud 6 statt. Siegerin wurde Luo Shifang aus China mit einem neuen olympischen Rekord im Zweikampf mit 241 kg. Die Titelverteidigerin von Tokio, Kuo Hsing-chun aus Taiwan, wurde Dritte.

## Titelträgerinnen
| Olympische Spiele 2020         | Kuo Hsing-chun  | 236 kg | Tokio     |
| Weltmeisterschaften 2023       | Luo Shifang     | 243 kg | Riad      |
| Afrikameisterschaften 2024     | Rafiatu Lawal   | 214 kg | Ismailia  |
| Panamerikameisterschaften 2024 | Anyelin Venegas | 226 kg | Caracas   |
| Asienmeisterschaften 2024      | Kim Il-gyong    | 225 kg | Taschkent |
| Europameisterschaften 2024     | Kamila Konotop  | 230 kg | Sofia     |
| Ozeanienmeisterschaften 2024   | Kiana Elliott   | 211 kg | Auckland  |

## Rekorde

### Bestehende Rekorde
Vor Beginn der Olympischen Spiele waren folgende Rekorde gültig:
| Weltrekord         | Reißen    | Kim Il-gyong   | 111 kg | Hangzhou | 2. Oktober 2023    |
| Weltrekord         | Stoßen    | Kuo Hsing-chun | 140 kg | Pattaya  | 21. September 2019 |
| Weltrekord         | Zweikampf | Luo Shifang    | 248 kg | Phuket   | 3. April 2024      |
|                    |           |                |        |          |                    |
| Olympischer Rekord | Reißen    | Kuo Hsing-chun | 103 kg | Tokio    | 27. Juli 2021      |
| Olympischer Rekord | Stoßen    | Kuo Hsing-chun | 133 kg | Tokio    | 27. Juli 2021      |
| Olympischer Rekord | Zweikampf | Kuo Hsing-chun | 236 kg | Tokio    | 27. Juli 2021      |

### Neue Rekorde
| Olympischer Rekord | Reißen    | Kamila Konotop | 104 kg | Paris | 8. August 2024 |
| Olympischer Rekord | Reißen    | Luo Shifang    | 105 kg | Paris | 8. August 2024 |
| Olympischer Rekord | Reißen    | Maude Charron  | 106 kg | Paris | 8. August 2024 |
| Olympischer Rekord | Reißen    | Luo Shifang    | 107 kg | Paris | 8. August 2024 |
| Olympischer Rekord | Stoßen    | Luo Shifang    | 134 kg | Paris | 8. August 2024 |
| Olympischer Rekord | Zweikampf | Luo Shifang    | 241 kg | Paris | 8. August 2024 |

## Qualifikation
Die zehn höchstplatzierten Athletinnen der Qualifikationsrangliste erhielten einen Quotenplatz. Dabei war nur eine Athletin pro Land zu berücksichtigen. Pro Geschlecht durften jedoch nur maximal drei Sportler eines NOKs über drei Gewichtsklassen verteilt eingesetzt werden. Zudem war ein Quotenplatz für denjenigen kontinentalen Verband vorgesehen, dessen Athletinnen sich nicht über die Qualifikationsrangliste einen Startplatz sichern konnten. Dabei erhielt die höchstplatzierte teilnahmeberechtigte Athletin dieses kontinentalen Verbandes den Quotenplatz. Um teilnahmeberechtigt zu sein, mussten die Athletinnen an den Weltmeisterschaften 2023, dem IWF World Cup 2024 und an mindestens drei weiteren Qualifikationsturnieren teilnehmen.

## Endergebnis
| Rang | Athletin           | Nation            | Kgw. | Reißen (kg) | Reißen (kg) | Reißen (kg) | Reißen (kg) | Stoßen (kg) | Stoßen (kg) | Stoßen (kg) | Stoßen (kg) | Zweikampf |
| Rang | Athletin           | Nation            | Kgw. | 1           | 2           | 3           | Gesamt      | 1           | 2           | 3           | Gesamt      | Zweikampf |
| ---- | ------------------ | ----------------- | ---- | ----------- | ----------- | ----------- | ----------- | ----------- | ----------- | ----------- | ----------- | --------- |
| 1    | Luo Shifang        | China             |      | 101         | 105         | 107         | 107         | 129         | 134         | 137         | 134         | 241       |
| 2    | Maude Charron      | Kanada            |      | 101         | 104         | 106         | 106         | 126         | 130         | 132         | 130         | 236       |
| 3    | Kuo Hsing-chun     | Chinesisch Taipeh |      | 103         | 105         | 105         | 105         | 130         | 130         | 137         | 130         | 235       |
| 4    | Anyelin Venegas    | Venezuela         |      | 97          | 100         | 102         | 102         | 122         | 128         | 134         | 128         | 230       |
| 5    | Rafiatu Lawal      | Nigeria           |      | 100         | 103         | 103         | 100         | 125         | 127         | 130         | 130         | 230       |
| 6    | Elreen Ando        | Philippinen       |      | 100         | 100         | 102         | 100         | 130         | 130         | 130         | 130         | 230       |
| 7    | Kamila Konotop     | Ukraine           |      | 104         | 106         | 106         | 104         | 123         | 129         | 132         | 123         | 227       |
| 8    | Janeth Gómez       | Mexiko            |      | 92          | 92          | 95          | 95          | 114         | 119         | 122         | 122         | 217       |
| 9    | Dora Tchakounté    | Frankreich        |      | 95          | 98          | 100         | 98          | 115         | 118         | —           | 115         | 213       |
| 10   | Mathlynn Sasser    | Marshallinseln    |      | 94          | 94          | 94          | 94          | 110         | 115         | 118         | 115         | 209       |
| 11   | Lucrezia Magistris | Italien           |      | 96          | 96          | 100         | 96          | 111         | 112         | 112         | 112         | 208       |
| —    | Yenny Álvarez      | Kolumbien         |      | 101         | 103         | 105         | 105         | 130         | 132         | 132         | —           | DNF       |